# Участие ООН в урегулировании ситуации в Абхазии и Южной Осетии
После распада Советского Союза Грузия получила самостоятельность, которая сразу же оказалась омрачена межэтническими конфликтами и вооружённой борьбой за власть и влияние между соперничающими политическими силами. Уже осенью 1991 года вспыхнули масштабные кровопролитные столкновения в Южной Осетии, провозгласившей самостоятельность. Летом 1992 года начались вооружённые столкновения в Абхазии. Конфликт привёл к почти полному опустошению обширных районов и массовому перемещению населения. В результате боевых действий сотни тысяч гражданских лиц, в основном грузин, были вынуждены покинуть свои родные места. 14 мая 1994 года в Москве было подписано Соглашение о прекращении огня и разъединении сил. Стороны договорились о развёртывании на территории Абхазии Коллективных сил СНГ (фактически российских подразделений). В Южной Осетии безопасность были призваны поддерживать Смешанные силы по поддержанию мира, созданные в соответствии с Дагомысскими соглашениями 1992 г. между Россией и Грузией.
Мониторингом ситуации в Грузии занимались представители ряда специальных органов ООН — Управления Верховного комиссара ООН по делам беженцев (УВКБ), Управления Верховного комиссара ООН по правам человека и Миссии ООН по наблюдению в Грузии (МООННГ), учреждённой в августе 1993 года резолюцией 858 (1993) Совета Безопасности ООН первоначально для проверки выполнения соглашения о прекращении огня от 27 июля 1993 года, заключённого между правительством Грузии и фактическими властями Абхазии, а в дальнейшем — Соглашения о прекращении огня и разъединении сил.
На начало войны 2008 года Миссия ООН по наблюдению в Грузии, действовавшая в зоне грузино-абхазского конфликта и базировавшаяся в Верхнем Кодорском ущелье, Зугдидском и Гальском секторах, располагала 136 военными наблюдателями, на местах в различных точках работало 18 полицейских ООН и 311 гражданских сотрудников. Главные задачи Миссии заключались в мониторинге и контроле за осуществлением грузинской и абхазской сторонами соглашения 1994 года о прекращении огня, в содействии созданию благоприятных условий для возвращения внутренне перемещенных лиц и беженцев и в поощрении политического урегулирования грузино-абхазского конфликта.
15 апреля 2008 года Совет Безопасности ООН принял Резолюцию 1808 (2008), в рамках которой ООН подтвердила «приверженность всех государств-членов суверенитету, независимости и территориальной целостности Грузии». Подобная формулировка, несомненно, указывала на невозможность признания международным сообществом независимости Абхазии и Южной Осетии. Дальнейшие события показали, что структуры ООН при этом пытались играть посредническую роль в новых условиях.
Ситуация в Грузии, резко обострившаяся в августе 2008 г. и переросшая в войну, находилась в поле зрения Совета Безопасности ООН с первого же дня боевых действий. Первое обсуждение на чрезвычайном заседании СБ состоялось уже утром 8 августа (по московскому времени) по требованию российской делегации. Впоследствии Совет Безопасности ООН ещё несколько раз собирался для рассмотрения данного вопроса, однако сохранявшиеся расхождения в оценке ситуации (в первую очередь между Россией с одной стороны, и США с Грузией с другой) не позволили принять какого-либо совместного решения (подробнее см. ниже).
10 августа Генеральный секретарь ООН Пан Ги Мун призвал вывести из зоны грузино-осетинского конфликта все воинские контингенты, не санкционированные международными соглашениями по Южной Осетии, а также призвал все стороны уважать территориальную целостность государств и предпринять шаги по предотвращению гуманитарного кризиса в Южной Осетии. Он также выразил тревогу по поводу «распространения насилия за пределы зоны грузино-осетинского конфликта» и, в частности, роста напряжённости в абхазской зоне конфликта.
Совет Безопасности ООН поддержал посредническую миссию, с которой выступил председатель Европейского совета президент Франции Николя Саркози, предложивший план выхода из кризиса, базировавшийся на трёх элементах: немедленном прекращении боевых действий, полном соблюдении суверенитета и территориальной целостности Грузии и восстановлении статус-кво до начала боевых действий (подробнее см. ниже).
26 августа 2008 года Россия признала самостоятельность Абхазии и Южной Осетии. Если резолюции СБ ООН 1838 (2008) и 1866 (2009), продлевавшие мандат Миссии ООН по наблюдению в Грузии (МООННГ) уже после признания Россией самостоятельности Абхазии и Южной Осетии, ещё содержали ссылку на резолюцию 1808 (2008), подтверждавшую «приверженность всех государств-членов суверенитету, независимости и территориальной целостности Грузии», то в июне 2009 года Россия использовала своё право вето и потребовала указания в документах Республики Абхазия и её границ, что оказалось неприемлемым для других членов Совета, придерживающихся позиции о неизменности границ Грузии. Эти разногласия привели к прекращению деятельности МООННГ с 15 июня 2009 года.
В течение 2008—2010 гг. ООН предпринимала попытки наладить эффективный переговорный процесс в рамках женевских дискуссий, которые дали весьма ограниченные результаты, что, по мнению специалистов, во многом было связано с недоверием участников переговоров, в первую очередь — представителей Абхазии и Южной Осетии — к структурам и документам ООН. ООН воспринималась сторонами как один из участников конфликта, отстаивающий свои собственные интересы. Каждая из сторон пыталась добиться от ООН принятия выгодных для себя решений, давая при этом весьма свободную трактовку резолюций ООН в собственных интересах. Падение интереса к переговорному процессу под эгидой ООН во многом было связано с безуспешностью попыток сторон привлечь организацию на свою сторону.

## Первое заседание СБ ООН
Первое (чрезвычайное) заседание Совета Безопасности ООН было созвано по требованию российской делегации «в связи с угрожающей ситуацией вокруг Южной Осетии» в 7.00 мск 8 августа, вскоре после массированного удара, нанесённого грузинскими войсками по Цхинвали. Постоянный представитель России при ООН Виталий Чуркин охарактеризовал происходящее как «откровенно агрессивные действия грузинских силовых структур в отношении Южной Осетии — международно признанной стороны в конфликте».
По его словам, «буквально через несколько часов после достижения договорённости о проведении переговоров по урегулированию нового витка грузино-югоосетинского конфликта грузинские военные подразделения предприняли вероломное массированное нападение на Цхинвали. Силовой сценарий был задействован грузинским руководством, несмотря на все дипломатические усилия, которые были предприняты в контактах между Москвой, Тбилиси, Цхинвали, Вашингтоном и другими заинтересованными столицами… Из-за действий Грузии обстановка в зоне конфликта достигла драматической черты. Ведется массированный артиллерийский обстрел мирного населения, стариков и детей из систем залпового огня „Град“, а также орудий и крупнокалиберных минометов. В центре столицы Южной Осетии рвутся снаряды, десятки домов охвачены пламенем. По имеющимся сообщениям, в 03 ч. 00 м по местному времени грузинские танки и пехота начали атаку на южные районы Цхинвали… Несколько часов назад командующий миротворческим контингентом Вооруженных сил Грузии генерал Курашвили заявил перед телекамерами, что в Тбилиси принято решение „восстановить конституционный порядок в Южной Осетии“, то есть решить многолетний конфликт военным путём».
Российский представитель потребовал от Совета Безопасности «призвать незамедлительно прекратить силовые акции и отказаться от применения силы…, совместно остановить насилие, чреватое серьезнейшими последствиями для региональной и международной безопасности».
Представитель Грузии Ираклий Аласания, со своей стороны, заявил, что Грузия «предприняла военные действия в порядке самообороны после неоднократных вооруженных провокаций и с единственной целью — защитить гражданское население и предотвратить новые жертвы среди жителей различной этнической принадлежности». Он привёл перечень провокаций (подрывов мин и обстрелов) со стороны «сепаратистского правительства» за период с 1 августа, в результате которых, по его словам, с грузинской стороны в общей сложности было ранено десять человек и несколько человек погибло. По словам Аласания, всего за несколько часов до грузинского удара по Цхинвали югоосетинские ополченцы обстреляли грузинские деревни Авневи, Приси, а также «все грузинские позиции вокруг столицы Южной Осетии Цхинвали», в том числе сёла Тамарашени и Курта.
Аласания заявил, что «незаконные сепаратистские власти и вооружённые формирования находятся под контролем и командованием силовых и военных структур Российской Федерации. Многочисленные российские старшие офицеры из рядов миротворцев, равно как другие чиновники из российских военных, разведывательных и правоохранительных ведомств, занимают в Цхинвали руководящие посты. Это явное нарушение обязательства России оставаться нейтральной; вместо этого она стала участником конфликта… Через Рокский туннель на грузинскую территорию из России были введены и вводятся дополнительные незаконные силы и военная техника, что грозит ещё большим насилием. Сепаратисты также продолжают выступать с угрозами нападений на другие части страны за пределами югоосетинского региона, якобы при поддержке внешней помощи, которая поступает в этот регион. Российские миротворцы заявили грузинским представителям, что они не могут контролировать сепаратистов. Ситуация в плане безопасности ухудшалась, а уровень насилия быстро возрастал. Сепаратисты не хотели прислушаться ни к каким призывам о прямых переговорах».
По словам Аласания, «Грузия стремится к урегулированию конфликта за счет переговоров, при международном участии. Наше предложение о предоставлении автономии в соответствии с европейскими стандартами остается в силе; по-прежнему в силе и международные гарантии, включая избрание регионального парламента, выборы регионального президента, совместный суверенитет и защита югоосетинской самобытности, культуры и языка. Пока же такое урегулирование не согласовано, мы считаем, что регион должен управляться избранным главой югоосетинской администрации — Дмитрием Санакоевым, этническим осетином и бывшим лидером сепаратистов. Мы призываем Россию конструктивно участвовать в экономическом восстановлении региона, а также содействовать работе согласованных механизмов безопасности. Сейчас ближайшая цель правительства — это восстановление мира, содействие возвращению всех жителей региона к нормальной жизни и возможность возвращения беженцев и внутренне перемещенных лиц. Мы по-прежнему готовы обеспечить адекватные поставки воды, электроэнергии, продовольствия, предоставление чрезвычайных услуг, медицинского обслуживания и крова. Сепаратистские боевики получат право на амнистию. Гуманитарные организации будут иметь доступ к региону, и грузинское правительство уже выделило средства общим объёмом в 2 млн евро для немедленной гуманитарной и чрезвычайной помощи региону».
Аласания заявил, что, по имеющимся у него данным, «в это самое время огромный контингент военнослужащих и техники незаконно входит на суверенную территорию Грузии через Рокский туннель. Республика Северная Осетия, в составе Российской Федерации, объявила о мобилизации вооруженных наемников для отправки в Грузию. Имеются тревожные признаки того, что мы имеем дело с хорошо продуманной провокацией в целях эскалации ситуации, для того чтобы оправдать заранее запланированную военную интервенцию с российской стороны. Поэтому мы требуем от Российской Федерации воспрепятствовать транзиту вооруженных наемников в Грузию, оказать влияние на сепаратистский режим, с тем чтобы тот прекратил нападения на гражданское население и начал переговоры».
Выступавшие на заседании члены СБ выразили серьёзную обеспокоенность эскалацией насилия в Южной Осетии и призвали все стороны к немедленному прекращению боевых действий и возобновлению переговоров, к недопущению эскалации напряжённости и сотрудничеству с миссией ОБСЕ. Членам Совета, однако, не удалось согласовать текст заявления на основе документа, предложенного Россией.

## Второе заседание СБ ООН
Второе (чрезвычайное) заседание Совбеза ООН в 23.00 мск 8 августа, созванное на этот раз по инициативе Грузии, также окончилось безрезультатно. Обсуждение ситуации вызвало особо острую полемику между представителями России, США и Грузии.
Представитель Грузии Ираклий Аласания заявил, что «Грузии приходится иметь дело с чётко просчитанной и направленной на обострение ситуации провокацией, предпринятой с целью оправдать заранее спланированное военное вторжение со стороны Российской Федерации… Сегодня утром Российская Федерация начала полномасштабное военное вторжение в Грузию… Цель российской военной агрессии состоит в том, чтобы усмирить Грузию и вынудить её отказаться от своих евроатлантических устремлений, подчинить Грузию и регион российскому политическому влиянию и уничтожить все демократические завоевания, достигнутые нашей страной и международным сообществом в последние годы»:
- в 05 ч. 30 м через Рокский тоннель в Южную Осетию вступили первые российские войска, которые, миновав населенный пункт Джава, пересекли гуфтинский мост и двинулись в направлении Цхинвали. «Как стало известно грузинскому правительству, 8 августа 2008 года через Рокский тоннель на территорию Грузии было незаконно доставлено значительное количество тяжелой военной техники и личного состава вооруженных сил Российской Федерации. Российская сторона открыто объявила о том, что задача этих военных подразделений заключается в том, чтобы оказать поддержку преступному режиму Цхинвали в его борьбе с правительством Грузии».
- в течение дня ряд объектов на грузинской территории был подвергнут бомбардировкам с воздуха — в том числе, военная РЛС у с. Шайшвеби, село Вариани в районе Карели, город Гори (в том числе расположение артиллерийской бригады), военный аэродром Вазиани, военные базы в Марнеули, Болниси, Сенаки, порт Поти. Имеются убитые и раненые.

Ираклий Аласания отверг российские обвинения в том, что грузинские войска нападают на позиции российских миротворцев: «…Когда я заявил о том, что власти Грузии никогда не ставили цель нападать на миротворцев Российской Федерации, это означало, что мы никогда не нападали на них. Те, кто подвергся нападению, были наемниками из Российской Федерации, а также те, кто действительно обстреливал из стрелкового оружия и артиллерийских орудий грузинские позиции и мирное население Грузии. Однако… Грузия никогда не нападала на миротворцев на местах».
Аласания выдвинул требование о том, чтобы «Российская Федерация немедленно прекратила бомбардировки, немедленно вывела оккупационные войска и, вместе с соответствующими международными участниками, согласовала в ходе переговоров договоренность о прекращении огня и механизмы обеспечения прочного мира и стабильности в этой части Грузии. Президент Саакашвили предлагает провести с Российской Федерацией и другими заинтересованными сторонами прямой диалог в целях урегулирования этого трагического конфликта на пути переговоров».
Российский представитель Виталий Чуркин заявил, что Грузия «продолжает вероломное нападение на Южную Осетию… несмотря на призыв российского руководства к немедленному прекращению огня, братоубийственного конфликта и к возобновлению переговорного процесса». По его мнению, сложившаяся в Южной Осетии ситуация стала возможной в том числе и из-за попустительства «ряда членов Совета Безопасности, которые заблокировали минувшей ночью оценку происходящей трагедии на основе предложенного Россией документа».
Далее Чуркин заявил: «Действия грузинской стороны привели к жертвам, в том числе и среди российских миротворцев. Ситуация дошла до того, что миротворцы с грузинской стороны стреляли по российским миротворцам, вместе с которыми были обязаны выполнять свою миссию по сохранению мира в регионе. Сейчас в Южной Осетии гибнут мирные люди: женщины, дети, старики. Повторяю: многие из них являются гражданами Российской Федерации. Мы не можем мириться с тем, что страдают российские граждане и миротворцы, которые с риском для жизни все эти годы поддерживали мир в зоне югоосетинского конфликта. Огонь по миротворцам ведется прямой наводкой из танков, боевых машин пехоты и вертолетов. Уже погибло более 10 миротворцев, более 30 ранены. Как известно, миротворческие силы не должны подвергаться угрозе в результате действий стороны в вооруженном конфликте. Считаем, что, совершив нападение на российских миротворцев, Грузия продемонстрировала вопиющее пренебрежение к соблюдению норм международного права».
Характеризуя действия грузинской стороны, Чуркин сказал: «Тбилиси… использует тяжелые вооружения, тяжелую технику и, по сути дела, развязал агрессивные действия против югоосетинского народа. Ведётся массированный огонь по жилым кварталам как Цхинвали, так и других населенных пунктов, в том числе и вне зоны югоосетинского конфликта. В Цхинвали горят школы, университет, министерство культуры, парламент. Разрушен городок миротворцев. Подвергся прицельной бомбардировке российский конвой с гуманитарной помощью, появились сообщения об этнических чистках в селах Южной Осетии. Среди населения поднимается паника, растет число беженцев, которые пытаются спасти свои жизни, жизни своих детей, родных и близких, назревает гуманитарная катастрофа. При этом Тбилиси применяет тактику выжженной земли. Ряд населенных пунктов Южной Осетии полностью уничтожены. По некоторым сведениям, грузинские снайперы не допускают машины скорой помощи и не дают возможности медицинским службам заниматься спасением людей. Положение настолько катастрофично, что Международный Красный Крест запросил гуманитарный коридор для срочной эвакуации раненых. По оценкам югоосетинской стороны, только в результате ожесточенных боев в Цхинвали уже погибло более 1400 мирных жителей. Это нельзя не квалифицировать как грубое нарушение международного права, прежде всего, в части обязательств по ограждению гражданских лиц от опасностей, возникающих в связи с военными операциями. Не следует забывать о том, что в случаях, не предусмотренных международными соглашениями в области международного гуманитарного права, гражданские лица и комбатанты остаются под защитой и действием принципов международного права, проистекающих из установившихся обычаев, принципов гуманности и требований общественного сознания. Наиболее уязвимыми в этой ситуации являются дети, женщины, старики, инвалиды. Серьезной угрозе подвергаются их жизни, здоровье и благосостояние. Нападения грузинской стороны на мирное население и разрушение ею школ и больниц не только являются грубейшим нарушением норм международного гуманитарного права, но и попирают основополагающие права человека».
В связи с этим Виталий Чуркин предупредил Грузию: «Мы не допустим безнаказанной гибели наших соотечественников. Многие жители Южной Осетии, как известно, являются гражданами Российской Федерации. Виновные понесут заслуженное наказание… Президент Российской Федерации сегодня недвусмысленно подчеркнул, что Россия не допустит безнаказанной гибели своих соотечественников, а жизнь и достоинство наших граждан, где бы они ни находились, в соответствии с Конституцией России, в соответствии с законами Российской Федерации и международным правом будут защищены».

## Четвёртое заседание СБ ООН
10 августа Генеральный секретарь ООН Пан Ги Мун призвал вывести из зоны грузино-осетинского конфликта все воинские контингенты, не санкционированные международными соглашениями по Южной Осетии, а также призвал все стороны уважать территориальную целостность государств и предпринять шаги по предотвращению гуманитарного кризиса в Южной Осетии. Генеральный секретарь ООН выразил тревогу по поводу «распространения насилия за пределы зоны грузино-осетинского конфликта», роста напряжённости в абхазской зоне конфликта, в том числе обстрелов верхней части Кодорского ущелья и наращивания вооружённых сил и вооружений на границе зоны безопасности.
9 августа состоялись закрытые консультации СБ ООН, 10 августа — четвёртое (третье открытое) заседание, созванное по требованию Грузии и США.
Заместитель Генерального секретаря ООН по политическим вопросам Линн Пэскоу привёл на заседании имеющиеся у ООН данные о ситуации в Грузии:
- За последние несколько дней имело место резкое усиление интенсивности боевых действий, вышедших за пределы зоны грузино-осетинского конфликта. 10 августа представители грузинских властей повторили ранее сделанное объявление о том, что грузинские войска покинули большую часть районов Южной Осетии, включая Цхинвали. При этом грузинская сторона не признала поражения, заявив, что она была вынуждена учесть фактор гуманитарной катастрофы. Российские военные источники утверждают, что подразделения грузинских вооруженных сил по-прежнему присутствуют в этих районах и что отдельные бои продолжаются.
- Грузинские власти утверждали, что российские войска продвигались в направлении Гори и что грузинские войска начали занимать оборонительные позиции вокруг этого города.
- 10 августа российские самолеты возобновили нападения на стратегические и военные цели, находящиеся за пределами зоны конфликта, включая военный аэродром, где, среди прочего, находится завод по ремонту военных самолетов, и завод по ремонту танков недалеко от Тбилиси, а также порт Поти и цели вблизи Гори.
- По сообщениям представителей Управления Верховного комиссара ООН по делам беженцев (УВКБ), приблизительно 2000 этнических грузин из числа внутренне перемещенных лиц (ВПЛ) из Южной Осетии прибыли на сборные пункты, находящиеся вблизи Тбилиси и Гори. УВКБ ожидает, что в конечном счете число ВПЛ составит 20 000 человек. УВКБ полагает, что 5000 человек направились в Северную Осетию — Аланию.
- 10 августа Министерство иностранных дел Грузии сообщило, что российскому посольству в Тбилиси передана вербальная нота о том, что грузинские войска соблюдают прекращение огня в Южной Осетии, что все грузинские войска покинули зону конфликта, что ими был создан гуманитарный коридор для эвакуации гражданского населения и что они готовы к немедленным переговорам с Российской Федерацией.

Помощник Генерального секретаря ООН по операциям по поддержанию мира Эдмон Муле привёл имеющиеся у ООН данные о ситуации в Абхазии:
- Миссия ООН по наблюдению в Грузии (МООННГ) располагает 136 военными наблюдателями, на местах в различных точках работают 18 полицейских ООН и 311 гражданских сотрудников. Главные задачи Миссии заключаются в мониторинге и контроле за осуществлением сторонами соглашения 1994 года о прекращении огня, в содействии созданию благоприятных условий для возвращения внутренне перемещенных лиц и беженцев и в поощрении политического урегулирования конфликта.
- За последние два дня абхазская сторона осуществила переброску войск и тяжелых вооружений в зону грузино-абхазского конфликта. Этому передвижению первоначально препятствовали миротворческие силы СНГ, однако 9 августа их командующий — генерал Чабан — проинформировал МООННГ о том, что они уже не в состоянии помешать абхазской стороне осуществить переброску вооружений и войск в зону. МООННГ подтвердила, что миротворцы СНГ не предприняли усилий к тому, чтобы остановить такое развертывание. Абхазские войска и тяжелые вооружения расположены сейчас вдоль всей линии прекращения огня.
- Утром 9 августа абхазский де-факто заместитель министра обороны предложил МООННГ вывести своих наблюдателей из Верхнего Кодорского ущелья, поскольку их безопасность не может больше гарантироваться. После этого МООННГ вывела всех 15 наблюдателей, которые находились в Верхнем Кодорском ущелье. Вслед за этим абхазские де-факто власти объявили о решении, принятом де-факто президентом Багапшем, выбить грузинские вооруженные силы из Верхнего Кодорского ущелья.
- Начиная со второй половины дня 9 августа, МООННГ сообщала о продолжающихся бомбардировках с воздуха грузинских деревень в Верхнем Кодорском ущелье. Миссия также отмечает переброску абхазской стороной большого числа тяжелой военной техники и войск в направлении Кодорского ущелья.
- Утром 10 августа абхазский де-факто президент Багапш объявил на пресс-конференции, что операция абхазской стороны в Верхнем Кодорском ущелье проходит согласно плану. Он заявил, что грузинским мирным гражданам и военнослужащим предъявлен ультиматум с тем, чтобы они покинули Верхнее Кодорское ущелье. Багапш заявил также, что его сторона координирует свою деятельность с миротворческими силами СНГ в целях восстановления порядка в зоне ответственности миротворцев. Он сказал, что Сухуми обратился с просьбой к России принять меры по укреплению абхазской морской границы. Он отметил, что переговоры с Грузией могут начаться только после завершения нынешних абхазских операций.
- МООННГ получила информацию из различных источников о том, что большая часть гражданского населения Верхнего Кодорского ущелья покинула этот район.
- МООННГ отмечает, что утром 10 августа в направлении зоны конфликта выдвинулся российский десантный батальон. МООННГ также сообщает, что в аэропорту Сухуми начиная с вечера 9 августа совершают посадку транспортные самолеты ИЛ-76. По-видимому, к берегам Абхазии также подошёл ряд российских кораблей Черноморского флота.
- Абхазские силы и тяжелые вооружения были переброшены к административной границе с Грузией, расположившись вдоль всей зоны конфликта. Были нанесены бомбовые удары вблизи грузинского города Зугдиди, вызвав панику среди местных жителей, многие из которых пытаются найти защиту в расположенной здесь региональной штаб-квартире МООННГ.
- В результате роста напряженности и нанесения бомбовых ударов в районе оперативной деятельности Миссии, МООННГ была вынуждена свернуть свои операции и сейчас осуществляет только необходимое патрулирование. Миссия продолжает поддерживать связи со сторонами и с миротворцами СНГ. На данный момент МООННГ не наблюдала крупной переброски сил или оружия в зону конфликта с грузинской стороны. Пока что единственные замеченные мероприятия заключались в укреплении существующих позиций вдоль линии прекращения огня.
- В общем, за исключением бомбардировки верхней части Кодорского ущелья и целей вблизи от Зугдиди, включая военную базу в Сенаки, по-видимому, в зоне действия МООННГ пока что не произошло никаких прямых столкновений.

Постоянный представитель Грузии Ираклий Аласания обвинил Россию в том, что «вооруженное вторжение российских сухопутных сил уже переросло в полномасштабную оккупацию частей грузинской территории. Процесс уничтожения грузинского населения и уничтожения грузинской государственности идет полным ходом: российские оккупационные силы численностью в 6000 человек, оснащенные 100 танками, 115 боевыми бронемашинами и 300 минометными установками, вошли в район Цхинвали со стороны Российской Федерации. Российское регулярное военное подразделение численностью в 4000 военнослужащих было развернуто в Очамчире вблизи от Кодорского ущелья».
По его словам, российская авиация нанесла бомбовые удары по населённым пунктам, большинство из которых находится за пределами зон конфликта. Полностью уничтожен авиационный завод в Тбилиси, подверглись нападению аэродром в Копитнари на западе Грузии, Зугдиди, Гачиани (р-н Гардабани) вблизи от нефтепровода Баку-Тбилиси-Джейхан, города Гори и Они (запад Грузии), порт Поти. Российский флот установил блокаду побережья Грузии. Кроме того, «Россия заставляет абхазских сепаратистов вступить в конфликт, призывая их открыть ещё один фронт военных действий».
Как заявил Аласания, «грузинское руководство … связалось с российским политическим руководством. К сожалению, президент Российской Федерации отказался вступать в диалог со своим грузинским коллегой. Для того чтобы наглядно продемонстрировать серьезный характер нашего предложения о прекращении огня, грузинский министр иностранных дел в Тбилиси направил вербальную ноту посланнику Российской Федерации с указанием о том, что президент Грузии обнародовал заявление о прекращении всех военных действий в Южной Осетии. Все грузинские войска были выведены из зоны конфликта, и грузинская сторона открыла гуманитарный коридор к югу от Цхинвали, с тем чтобы позволить всему мирному населению и раненым мирным жителям покинуть зону конфликта. В период прекращения огня грузинские силы многократно подвергались бомбардировкам и не смогли осуществить полномасштабный уход». В этой ситуации Грузия призывает ООН «к немедленному дипломатическому и гуманитарному вмешательству с целью защиты Грузии от продолжающейся сейчас российской агрессии и оккупации».
Представитель США Халилзад обвинил Россию в том, что:
- Россия по сравнению с началом кризиса в значительной степени увеличила своё военное присутствие в районе Южной Осетии, что привело к резкой эскалации военных операций против грузинских сил.
- произошло расширение масштабов конфликта — при поддержке России началось военное наступление в Абхазии. Кроме того, Россия наносит авиаудары по целям вне зоны конфликта, что привело к разрушениям «важнейших объектов инфраструктуры Грузии, включая морские порты, аэропорты и др».
- «в результате этой эскалации против суверенного государства, которое не создает прямой угрозы для России, увеличились число жертв и масштабы человеческих страданий населения Грузии, в том числе Южной Осетии и Абхазии».
- «в этих условиях обострения насилия российские войска, по сути, препятствуют выводу грузинских сил из Южной Осетии. Это представляет собой бессовестную попытку затянуть конфликт и помешать Грузии предпринять конкретные шаги по деэскалации ситуации».
- «мы по-прежнему сталкиваемся с непреклонным неприятием Россией усилий прекратить насилие. Грузия предлагает прекратить огонь и восстановить ситуацию статус-кво, которая существовала по состоянию на 6 августа, однако Россия отказывается согласиться с этой разумной позицией».
- «Россия продолжает противодействовать посредническим усилиям международного сообщества в этом конфликте, который сейчас очевидно и безусловно перерос в конфликт между Россией и Грузией».

Халилзад поставил под сомнение заявленные Россией цели военной операции — «обеспечение защиты её миротворцев и гражданского населения Южной Осетии», заявив, что «принимаемые Россией меры … выходят за любые разумные пределы. Более того, эскалация конфликта является непосредственной причиной роста числа жертв среди ни в чём не повинного гражданского населения и усугубления людских страданий. Поскольку Россия препятствует отходу грузинских сил, отказываясь пойти на прекращение огня и продолжая осуществлять военные нападения на гражданские центры, её утверждения о гуманитарной цели не заслуживают доверия. Распространение конфликта на другие сепаратистские районы Грузии и нанесение ударов по районам вокруг столицы Грузии Тбилиси также свидетельствуют о других мотивах и целях».
Он потребовал «осудить нанесение Россией военных ударов по суверенному государству Грузия и нарушение суверенитета и территориальной целостности этой страны, включая избрание в качестве целей гражданское население и кампанию террора против населения Грузии, … осудить разрушение инфраструктуры Грузии».
Постоянный представитель Великобритании Пирс поддержала представителя США: «Как представляется, мы являемся свидетелями грубого нарушения суверенитета и территориальной целостности Грузии. Российские войска, безусловно, пренебрегли уважением международных норм поддержания мира, и Россия грубо искажает факты, утверждая, что именно миротворческие обязанности являются побудительной причиной для её действий. Эти действия вышли за пределы любой разумной и соизмеримой с реальностью реакции».
Постоянный представитель России Виталий Чуркин изложил российское видение ситуации:
- Поддержка, которую Грузия получает от США, не случайна — «по моим данным, сейчас в Грузии только советников министерства обороны Соединенных Штатов работает 127 человек… Не говоря уже о всяких прочих советниках… 7 августа, то есть буквально в тот день, когда Грузией были развязаны военные действия против Южной Осетии, закончились довольно масштабные совместные американо-грузинские военные учения, в которых участвовало примерно тысяча американских военнослужащих, с характерным, кстати, названием — „Немедленный ответ“ („Immediate response“). Вот обученные и вооруженные в значительной степени американскими коллегами грузинские их коллеги немедленно и воспользовались той подготовкой, которая была ими получена».
- «Российская Федерация многократно привлекала внимание к тому, что Грузия усиленными темпами вооружается, в том числе приобретает наступательные вооружения. Грузия является мировым рекордсменом по наращиванию военного бюджета, который за последние годы вырос в 30 раз. Теперь мы понимаем, для чего все это делалось».
- Действия грузинского руководства в ходе так называемого восстановления конституционного порядка в Южной Осетии, когда по городу Цхинвали были применены установки залпового огня «Град», а по российским миротворцам наносились авиационные, танковые, артиллерийские удары, должны квалифицироваться как агрессия против собственного народа, как этническая чистка, как геноцид, поскольку в течение нескольких дней из 120-тысячного населения Южной Осетии беженцами в России оказалось более 30 тысяч человек, а две тысячи человек мирного населения погибли в первые же сутки.
- Россия «не могла оставить в беде ни гражданское население Южной Осетии, ни наших миротворцев. Поэтому в Грузию были введены дополнительные силы, которые продолжали и продолжают решать задачу вытеснения Грузии с территории Южной Осетии. Кстати, при этом территорий, не принадлежащих Южной Осетии, мы не занимаем».
- Адекватность и разумность действий России соответствует адекватности действий грузинской стороны — «наши действия были адекватными в течение 16 лет по Дагомысскому соглашению. Мы адекватно действовали как миротворцы, когда адекватно вела себя грузинская сторона. А можно ли назвать адекватными действия грузинской стороны, совершившей этот акт агрессии?».
- В ходе подобной операции «подавляются цели не только непосредственно в районе конфликта, но иногда и за его пределами — те цели, которые используются для поддержки военных действий» — в качестве примера можно привести бомбардировки Белграда и дунайских мостов во время ситуации с Косово.
- Заявление о терроре против гражданского населения «абсолютно недопустимо, тем более из уст постоянного представителя страны, о действиях которой мы знаем, в том числе о том, к каким последствиям они приводят для мирного населения и Ирака, и Афганистана, и той же Сербии».
- Корабли Черноморского флота действительно приступили к патрулированию у побережья Абхазии вблизи зоны вооруженного конфликта в Южной Осетии. Целью данной операции является «обеспечение условий для защиты российских граждан, находящихся в регионе, оказание поддержки российскому миротворческому контингенту на случай вооруженного нападения на него, оказание гуманитарной помощи гражданскому населению, находящемуся в зоне конфликта. С целью предотвращения вооруженных инцидентов в районе патрулирования российских кораблей установлены зоны безопасности. Указанные действия не имеют своей целью установление морской блокады Грузии. Применение силы будет осуществляться только в соответствии со статьей 51 Устава ООН в целях реализации неотъемлемого права российской стороны на самооборону».

Представитель Франции Лакруа сообщил о дипломатических усилиях, предпринимаемых Францией для урегулирования кризиса: «В Грузию отправилась посредническая миссия Организации по безопасности и сотрудничеству в Европе и Европейского союза при участии Соединенных Штатов. Французский министр иностранных дел собирается посетить Москву и Тбилиси, а президент Франции предложил простой план выхода из кризиса. Он базируется на трех элементах: немедленном прекращении боевых действий; полном соблюдении суверенитета и территориальной целостности Грузии; и восстановлении статус-кво до начала боевых действий, что означало бы отвод российских и грузинских сил на прежние позиции».

## Рассмотрение иска Грузии против России в Международном суде ООН
12 августа Грузия подала в Международный Суд ООН исковое заявление против России, обвинив её в нарушении положений Международной конвенции о ликвидации всех форм расовой дискриминации. Грузия попросила суд до рассмотрения спора по существу в качестве временных мер обязать Россию обеспечить права граждан Грузии в Южной Осетии и Абхазии. Грузия, в частности, призвала «защищать её граждан от насильственных актов дискриминации российских вооружённых сил, действующих в сотрудничестве с сепаратистскими боевиками и иностранными наёмниками на её территории». В заявлении Грузии говорилось, что с начала 1990-х годов Россия прибегает к «систематической этнической дискриминации, направленной против этнического грузинского населения и других групп в этих регионах».
15 октября 2008 года Международный Суд ООН огласил решение о временных мерах. Он призвал обе стороны — Грузию и Россию — воздерживаться от любых актов расовой дискриминации и их поддержки. Суд постановил, что стороны должны содействовать оказанию гуманитарной помощи нуждающимся, а также не прибегать к мерам, которые приведут к усугублению спора. В определении о временных мерах Суд обязал обе стороны по делу обеспечивать безопасность населения, права человека на свободу передвижения и поселения в рамках границ государства, защищать собственность перемещённых лиц и беженцев.
Слушание дела началось 13 сентября 2010 года. 1 апреля 2011 года Международный суд постановил, что рассмотрение иска Грузии к России не входит в его компетенцию, поскольку Грузия и Россия не предприняли попыток вступить в переговоры по урегулированию своего давнего спора до того, как передавать дело в суд.

## Шестое заседание СБ ООН
Ситуации в Грузии были также посвящены заседания СБ ООН от 11 августа (закрытое), 19 и 28 августа 2008 года.
19 августа состоялось шестое (четвёртое открытое) заседание о положении в Грузии, созванное по требованию Франции, представившей на рассмотрение СБ проект резолюции с требованием к России обеспечить незамедлительный вывод её войск из Грузии.
Заместитель Генерального секретаря ООН по политическим вопросам Линн Пэскоу привёл на заседании имеющиеся у ООН данные о ситуации в Грузии:
- 12 августа достигнуто соглашение о шести принципах, которое привело к окончанию боевых действий. Эти принципы:

1. Обязательство всех сторон отказаться от применения силы.
2. Незамедлительное и окончательное прекращение боевых действий.
3. Обеспечение свободного доступа к гуманитарной помощи.
4. Вывод грузинских сил на позиции их постоянной дислокации.
5. Отвод российских сил на позиции, которые они занимали до 7 августа 2008 года. Этот принцип включает дополнительное положение о том, что «до того как будут определены международные механизмы, российские миротворческие силы могут осуществлять дополнительные меры по обеспечению безопасности».
6. Проведение международного обсуждения вопроса о прочных механизмах обеспечения безопасности и стабильности для Абхазии и для Южной Осетии.

- Соглашение подписано Грузией (15 августа), Россией (16 августа), Южной Осетией и Абхазией.
- 19 августа Постоянный совет ОБСЕ принял решение об увеличении числа военных наблюдателей в Грузии с 8 до 28 человек. При этом власти де-факто Южной Осетии заявили, что примут только российские миротворческие силы и что международные наблюдатели нежелательны на их стороне линии прекращения огня. 18 августа они обратились к Российской Федерации с просьбой создать постоянную военную базу в Южной Осетии.
- Российское руководство объявило о том, что начнёт отвод своих войск 18 августа, однако из сообщений СМИ ясно, что полномасштабный отвод сил пока не начат. Российские войска по-прежнему находятся в Гори и вокруг него. Министр иностранных дел Лавров заявил, что отвод войск займет от трех до четырёх дней. Российское военное руководство объяснило, что Россия начала отвод тыловых частей и войск третьего эшелона. Передовые части, которые сейчас находятся в Грузии, уйдут последними. Генеральный штаб России указал, что активная деятельность по отводу начнется после 22 августа. В то же время российские военные заявили, что Грузия не вывела все свои войска на свои базы.
- Президент де-факто Южной Осетии 17 августа распустил своё правительство и объявил о введении на один месяц чрезвычайного положения в целях преодоления последствий недавних боевых действий. Он подверг критике свой кабинет за недостаточно оперативный отклик на потребности перемещенных и пострадавших лиц.
- Власти де-факто Южной Осетии сообщили о гибели более 2100 человек в результате конфликта. Грузия оспаривает эти цифры, при этом гуманитарные учреждения на местах не в состоянии самостоятельно подтвердить эту информацию. Следственный комитет Российской Федерации, который проводит расследование событий в Цхинвали, к 17 августа обнаружил 60 тел гражданских лиц. По официальным данным, российские миротворцы в Южной Осетии потеряли 74 человека.
- Должностные лица Грузии сообщили, что в ходе боевых действий погибли 215 военнослужащих и 69 гражданских лиц. Семьдесят военнослужащих пропали без вести.
- В результате боевых действий перемещенными лицами стали 158 600 человек, включая 98 600 в Грузии, приблизительно 30 000 в Южной Осетии и ещё 30 000 в других частях этого района. Общая расчётная цифра ВПЛ, согласно информации Управления Верховного комиссара ОООН по делам беженцев (УВКБ), остается на уровне 128 600 человек, включая 30 000, переместившихся в Россию из Южной Осетии.
- Представители гуманитарных учреждений ООН побывали в Гори. Город кажется покинутым, если не считать присутствия там престарелых и людей, слишком слабых для того, чтобы передвигаться. Водоснабжение и электроснабжение восстановлены. Некоторые многоквартирные дома явно пострадали от разрушений.

Помощник Генерального секретаря ООН по операциям по поддержанию мира Эдмон Муле привёл имеющиеся у ООН данные о ситуации в зоне грузино-абхазского конфликта и вокруг неё:
- 12 — 13 августа абхазская сторона начала военную операцию в верховьях Кодорского ущелья. Никакого настоящего ближнего боя не произошло, поскольку грузинские военные были заблаговременно выведены из верхней части Кодорского ущелья. Президент Грузии Михаил Саакашвили обвинил Россию и абхазскую сторону в изгнании из ущелья всего этнического грузинского населения.
- Городская и районная администрация Зугдиди и их полиция выполняют свои обязанности. Люди, покинувшие город в начале прошлой недели, начали возвращаться домой, и сейчас складывается впечатление, что в Зугдиди вернулось почти все его население.
- Вне зоны конфликта российские вооруженные силы якобы проводят операции по уничтожению военного имущества на военной базе Сенаки и в гавани Поти. В этих районах не зарегистрировано никакого преднамеренного уничтожения инфраструктуры гражданского назначения.
- 14 августа грузинский парламент проголосовал за выход Грузии из СНГ и утвердил адресованное международному сообществу воззвание заменить миротворцев СНГ «международными миротворческими контингентами». Абхазское министерство иностранных дел де-факто заявило, что считает необходимым сохранить на своей территории в качестве гаранта безопасности значительный контингент российских миротворцев.

Постоянный представитель Грузии Ираклий Аласания сообщил, что, по состоянию на 19 августа, общее число погибших с грузинской стороны достигло 250, в том числе 69 гражданских лиц. Более 1469 человек получили ранения.
Он обвинил Россию в продолжающейся оккупации всей территории Абхазии и Южной Осетии, а также городов Зугдиди, Сенаки, Поти, Гори и Каспи. По его словам, «на территориях, оккупированных российскими вооруженными силами, Москва решительно избрала тактику этнической чистки в качестве инструмента для достижения своих политических целей. С территорий, занятых Россией, поступают сообщения о совершаемых на этнической почве грабежах, преследованиях и кровавых расправах. В результате этнические грузины вынуждены покидать свои дома и искать убежище в городах, находящихся под контролем грузинских властей… Провозгласивший сам себя президентом и поддерживаемый Москвой г-н Кокойты заявил, что власти де-факто Южной Осетии не позволят грузинскому населению вернуться в свои дома. Как сообщили и подтвердили власти Цхинвали, дома этнических грузин были сожжены с той целью, чтобы грузинам некуда было вернуться назад».
По словам Аласания, «российская сторона совершила в отношении Грузии информационную агрессию, перекрыв доступ к грузинским источникам информации для всего остального мира. Кроме того, российские силы полностью разрушили и разграбили грузинские военные базы в Сенаки и Гори, и в настоящее время продвигаются в направлении центра военной горно-пехотной подготовки в Сачхере. Россия непрерывно осуществляет разведывательные полеты в суверенном воздушном пространстве Грузии». Аласания заявил, что «после варварских действий, совершенных российской стороной, никакие механизмы, в рамках которых Россия могла бы выступать в качестве посредника или гаранта, не будут приемлемы для грузинского народа». В то же время «Грузия готова устранить любые законные опасения абхазского, грузинского и осетинского населения Грузии в отношении безопасности через прямой диалог и подлинно международные переговоры».
По мнению представителя Франции Лакруа, «реакция России в ответ на действия Грузии носит жестокий и непропорциональный характер… На фланге Европы вновь сложилась обстановка нестабильности, создающая угрозу миру в регионе и чреватая серьезной напряженностью в международных отношениях».
Французский представитель следующим образом охарактеризовал состояние грузинской армии: «Грузинская армия была дезорганизована неожиданно быстрым массированным развертыванием российских сил при их подавляющем численном превосходстве. Она была полностью выбита из Абхазии и Южной Осетии. На остальной территории Грузии российская армия захватила, заняла или частично или полностью разрушила ряд её главных баз… Боевые действия прекращены, грузинская армия почти полностью разгромлена, и теперь российские силы должны быть выведены в соответствии с достигнутыми договоренностями».
По мнению постоянного представителя США Вулффа, «заявления так называемого президента Южной Осетии Кокойты и других де-факто официальных лиц в отношении их намерений переселить этническое грузинское население из Южной Осетии являются недопустимыми и должны быть осуждены международным сообществом. В XXI веке не может быть места подобному ничем не оправданному разжиганию этнической ненависти».
Вулфф выразил готовность США к участию в «дискуссиях на международном уровне по вопросу о путях и средствах обеспечения безопасности и стабильности в Абхазии и Южной Осетии. Независимо от окончательного результата этих дискуссий, одно ясно уже сейчас: Южная Осетия и Абхазия находятся в пределах международно признанных границ Грузии. Этот вопрос обсуждению не подлежит».
Как заявил в ответ постоянный представитель России Виталий Чуркин, «никто не ведет такой масштабной гуманитарной операции в зоне конфликта, как Россия… причем не только в Южной Осетии и не только в Цхинвали…, но и в некоторых районах Грузии, с которыми мы вошли в соприкосновение. Например, в том же городе Гори, находящемся в непосредственной близости от Южной Осетии, где наши военные были вынуждены заниматься брошенным огромным складом вооружений, в течение нескольких дней мы кормили мирное население, мы вызвали туда грузинские власти, чтобы не оставить население этого города на произвол судьбы».
Виталий Чуркин также сказал: «В одном или двух выступлениях упоминалось эмоциональное заявление президента Южной Осетии Кокойты по поводу беженцев. На этот счет нашим министерством иностранных дел было сделано специальное заявление, которое расставляет точки над „и“ в плане международно-правовых норм, регулирующих возвращение беженцев. Безусловно, это один из тех вопросов, которые необходимо будет урегулировать в процессе нормализации обстановки в зоне конфликта».
Как заявил российский представитель, «российская сторона неуклонно выполняет взятые на себя обязательства. В соответствии с московскими договоренностями о шести принципах урегулирования российские вооруженные силы по приказу президента Российской Федерации обеспечивают отвод сил и средств, приданных миротворческому контингенту. В настоящее время осуществляется подготовка материальной базы для миротворческих постов, которые также в соответствии с московскими договоренностями выставляются в качестве дополнительной меры безопасности в зоне проведения миротворческой операции. Обустройство постов планируется завершить к 22 августа… Отвод воинских частей, приданных российским миротворцам, продолжается. Отводятся тыловые части, тяжелая боевая техника, расчищаются пути отвода передовых частей. Параллельно, в полном соответствии с московскими договоренностями, создается зона безопасности. Когда миротворцы займут свои позиции на внешней границе этой зоны, те силы, которые были введены в поддержку миротворцев, вернутся в районы своей дислокации».
Россия таким образом отказалась поддержать предложенную Францией резолюцию, в которой был сделан упор на выполнении лишь двух из шести пунктов договорённостей по мирному урегулированию.

## Заседание СБ ООН
28 августа состоялось заседание о положении в Грузии, созванное по требованию грузинской делегации в связи с тем, что 26 августа Россия признала независимость Абхазии и Южной Осетии.
Директор Американо-европейского отдела и исполняющая обязанности директора Департамента по политическим вопросам Элизабет Спеар привела на заседании имеющиеся у ООН данные о ситуации в Грузии:
- В районе к северу от Гори по-прежнему остаются 18 контрольно-пропускных пунктов российских сил. По сообщениям СМИ, российские КПП по-прежнему действуют и в других районах Грузии, в частности вокруг порта Поти.
- По сообщению миссии ОБСЕ, 26 августа вблизи Ахалгори состоялась встреча представителей югоосетинской и грузинской сторон, после чего грузинская сторона вывела свою полицию из деревни Мосабруни, расположенной в пределах границ Южной Осетии. По оценкам наблюдателей ОБСЕ, ситуация в Ахалгори — стабильная, но напряженная, при этом ок. 80-90 % населения, согласно неподтвержденным данным, покинуло город.
- Продолжаются как спонтанные, так и организованные возвращения, но в то же время имеют место новые перемещения из деревень к северу от Гори. 26 августа при поддержке УВКБ ООН на окраине города был развернут палаточный лагерь, способный принять до 400 внутренне перемещенных лиц. Имеются сообщения о принудительных перемещениях, вызванных мародерством повстанческих формирований к северу от Гори вдоль границы с Южной Осетией. По последним сообщениям, в поисках убежища ещё около 1000 гражданских лиц прибыли в Гори из районов проживания этнических грузин в Южной Осетии. Они сообщают о случаях запугивания, физического насилия и грабежей.
- Возобновились коммерческие грузоперевозки между Поти и Тбилиси. Однако сообщается, что, по соображениям безопасности, перевозчики соглашаются ехать севернее Гори и в прилегающие к нему районы только в составе конвоев ООН. Угрозу безопасности представляют кассетные бомбы, оставленные и брошенные боеприпасы.

Директор Отдела Азии и Ближнего Востока и исполняющий обязанности директора Департамента операций по поддержанию мира Вольфганг Вайсброд-Вебер представил информацию о последних событиях в зоне грузино-абхазского конфликта и вокруг неё:
- 23 августа Миссия ООН по наблюдению в Грузии (МООННГ) зафиксировала крупномасштабное передвижение российских войск и военной техники с грузинской стороны линии прекращения огня на сторону, контролируемую Абхазией — ок. 220 транспортных средств, включая бронетранспортеры и грузовики, а также буксируемые артиллерийские орудия. По данным МООННГ, на грузинской стороне линии прекращения огня остается лишь небольшое число российских войск, не находящихся под командованием СНГ.
- 22 августа представители ВС РФ заявили, что общая численность Коллективных миротворческих сил СНГ в зоне грузино-абхазского конфликта составляет 2142 человека. Они также объявили о намерении установить 18 дополнительных контрольно-пропускных пунктов в зоне конфликта и ещё один в Верхней Кодорской долине. С тех пор МООННГ наблюдала выдвижение контрольно-пропускных пунктов миротворцев СНГ от линии прекращения огня к восточному периметру зоны ограничения вооружений, который является границей зоны конфликта с собственно Грузией.
- В целом ситуация остается напряженной. Абхазские вооруженные силы по-прежнему контролируют анклавы Ганмухури и Курша, расположенные к северу от реки Ингури на грузинской стороне линии прекращения огня. Абхазская сторона утверждает, что на её стороне линии прекращения огня действуют грузинские вооруженные подразделения. Есть также сообщения о минах, заложенных в районе Гали.
- МООННГ была информирована о том, что российские вооруженные силы оставили военную базу в Сенаки и грузинская полиция проводит разминирование района.

Постоянный представитель Грузии Ираклий Аласания обвинил Россию в том, что, «признав независимость Абхазии и Южной Осетии, Российская Федерация нарушила и продолжает нарушать принципы равных прав народов на самоопределение, невмешательства во внутренние дела других государств и уважения прав человека и основных свобод, закрепленных в Уставе ООН и в Хельсинкском заключительном акте, которые являются основополагающими принципами международного права».
По словам Аласания, «в процессе обретения независимости от колониального режима Советского Союза все этнические группы грузинского населения, которые принимали участие в референдуме 31 марта 1991 года, проголосовали за восстановление территориальной целостности и независимости Грузии на основе Акта о независимости от 26 мая 1918 года, в котором, среди прочего, было выражено свободное волеизъявление народа жить в независимом государстве… В референдуме приняли участие более 90 процентов населения, 99 процентов из которых проголосовали за независимость Грузии… Референдум 1991 года прошёл на всей территории Грузии, включая Абхазию и Южную Осетию, что означает, что эти национальные меньшинства также участвовали в этом процессе. Судьба конкретной территории может определяться лишь её коренным населением, а к коренному населению автономной Республики Абхазии относятся не только те, кто пережил этнические чистки и по-прежнему проживает на территории Абхазии, но и все внутренне перемещенные лица (ВПЛ) и беженцы, которые стали мишенью жестоких этнических чисток и преследований… Результаты всенародного опроса, проведенного 28 ноября 1996 года, указывают на то, что абсолютное большинство — 99 процентов — внутренне перемещенных лиц из Абхазии единодушно поддержали определение статуса территории только при условии восстановления территориальной целостности».
Аласания обвинил Россию в том, что она «с самого начала… проводила политику подстрекательства к этим конфликтам…, доминировала в миротворческом и переговорном процессах в обоих сепаратистских районах Грузии. Благодаря своему участию Российская Федерация позаботилась о том, чтобы не было достигнуто никаких ощутимых результатов и чтобы не было никакого прогресса в ходе этих переговоров… Российская Федерация… ведет длительную войну с Грузией после получения нами независимости. Россия четко показала, что она является стороной в конфликтах в Грузии. Мы являемся свидетелями результатов проводимой Российской Федерацией политики территориальной экспансии… за счет территориальной целостности другого государства на основе полного игнорирования международного права… Россия идет вперед, изменяя границы, установленные после 1991 года, что может иметь непредсказуемые последствия для всего региона, поскольку, согласно представлениям России, большей частью эти границы являются оспариваемыми и оспариваются».
Постоянный представитель России Виталий Чуркин представил позицию России:
- «Россия признала независимость Южной Осетии и Абхазии, сознавая свою ответственность за обеспечение выживания их братских народов перед лицом агрессивного, шовинистического курса Тбилиси. В основе этого курса — провозглашенный в 1989 году лозунг тогдашнего президента Грузии Звиада Гамсахурдиа „Грузия для грузин“, который он пытался реализовать в 1992 году, отменив автономные образования на грузинской территории и бросив грузинские войска на штурм Сухуми и Цхинвала с целью силой утвердить вершимое беззаконие. Уже тогда в Южной Осетии был осуществлен геноцид. Осетины подверглись уничтожению и массовому изгнанию. Благодаря самоотверженным действиям абхазского и югоосетинского народов и усилиям России удалось прекратить кровопролитие, заключить соглашения о прекращении огня, создать механизмы поддержания мира и рассмотрения всех аспектов урегулирования».
- Виталий Чуркин напомнил, что при активном посредничестве России в 1992 году в Южной Осетии, а в 1994 году — в Абхазии были созданы миротворческие силы, сформированы структуры для содействия укреплению доверия, решению задач социально-экономического восстановления и вопросов политического статуса. Эти шаги были поддержаны ООН и ОБСЕ, которые подключились к работе соответствующих механизмов и направили своих наблюдателей в зоны конфликтов. Была создана Миссия ООН по наблюдению в Грузии. Этот процесс, однако, прекратился в конце 2003 года с приходом к власти в Грузии Михаила Саакашвили, который сразу стал угрожать силовым решением югоосетинской и абхазской проблем.
- Уже в мае 2004 года в зону грузино-осетинского конфликта были введены подразделения спецназа и внутренних войск МВД Грузии, а в августе Цхинвал подвергся артиллерийскому обстрелу, была предпринята попытка его захвата. При активном посредничестве России премьер-министр Грузии Зураб Жвания и руководитель Южной Осетии Эдуард Кокойты подписали протокол о прекращении огня, а в ноябре 2004 года —документ о путях нормализации отношений на основе поэтапного подхода. После гибели Зураба Жвании в феврале 2005 года Михаил Саакашвили отказался от выполнения всех договоренностей.
- Ввод в 2006 году в нарушение всех соглашений и решений ООН грузинского воинского контингента в Верхние Кодоры сорвал намечавшийся прогресс в процессе грузино-абхазского урегулирования, включая реализацию договоренностей президентов Путина и Шеварднадзе от 2003 года о совместной работе по возвращению беженцев и открытию железнодорожного сообщения Сочи-Тбилиси.
- «Продолжая игнорировать обязательства Грузии и договоренности в рамках ООН и ОБСЕ, Саакашвили создал марионеточные административные структуры для Абхазии и Южной Осетии с целью окончательно похоронить переговорный процесс… Все годы правления Саакашвили были отмечены его абсолютной недоговороспособностью, непрекращающимися провокациями и инсценировками в зонах конфликтов, нападениями на российских миротворцев, уничижительным отношением к демократически избранным руководителям Абхазии и Южной Осетии».
- С начала 1990-х годов Россия делала всё возможное для содействия урегулированию абхазского и югоосетинского конфликтов, исходя из признания территориальной целостности Грузии. Россия заняла такую позицию, несмотря на то, что при провозглашении независимости Грузии было нарушено право Абхазии и Южной Осетии на самоопределение — в соответствии с законом СССР «О порядке решения вопросов, связанных с выходом союзной республики из СССР», автономные образования в составе союзных республик обладали правом самостоятельно решать вопросы о своем пребывании в Союзе и своем государственно-правовом статусе в случае выхода этой республики из СССР. Грузия воспрепятствовала Абхазии и Южной Осетии воспользоваться этим правом.
- «Агрессивным нападением на Южную Осетию в ночь на 8 августа 2008 года, повлекшим многочисленные человеческие жертвы, в том числе среди миротворцев и других российских граждан, подготовкой аналогичной акции против Абхазии г-н Саакашвили сам поставил крест на территориальной целостности Грузии. Применяя грубую военную силу против народов, которых, по его словам, он хотел видеть в составе своего государства, г-н Саакашвили не оставил им иного выбора, кроме как обеспечивать свою безопасность и право на существование через самоопределение в качестве независимых государств».

## Деятельность Миссии ООН по наблюдению в Грузии (МООННГ) в новых условиях
В условиях, когда Российская Федерация признала самостоятельность Абхазии и Южной Осетии, что противоречило ранее подтверждавшейся ООН приверженности всех государств-членов суверенитету, независимости и территориальной целостности Грузии, структуры ООН пытались продолжать свою посредническую роль. Миссия ООН по наблюдению в Грузии призывала стороны к необходимости обеспечить уважение положений Соглашения о прекращении огня и разъединении сил от 14 мая 1994 года. Специальный представитель Генерального секретаря СБ ООН поддерживал контакты с основными
международными заинтересованными сторонами в целях обсуждения возможного нового режима безопасности.
На общей обстановке в регионе продолжала сказываться напряжённость в грузинско-российских отношениях. Грузия продолжала протестовать против российских планов по созданию военных баз в Абхазии и Южной Осетии. Она призывала международное сообщество добиться того, чтобы Россия вывела свои войска с грузинской территории и отменила решение о признании Абхазии и Южной Осетии. Российские должностные лица неоднократно повторяли, что военные базы были созданы на основе соглашений с руководством Абхазии и Южной Осетии. Они также утверждали, что грузинская сторона расширила своё военное присутствие и активизировала свою военную деятельность. Утверждалось, что это выражается, в частности, в присутствии примерно 2000 военнослужащих спецподразделений и войск Министерства внутренних дел Грузии вблизи линии прекращения огня, а также примерно 300 военнослужащих в районе Кодорского ущелья на подконтрольной Грузии территории. Миссия ООН, однако, не подтвердила сообщения о таком присутствии в её зоне ответственности в Зугдидском секторе.
30 апреля 2009 года в Москве были подписаны Соглашение между Российской Федерацией и Республикой Абхазия о совместных усилиях в охране государственной границы Республики Абхазия и Соглашение между Российской Федерацией и Республикой Южная Осетия о совместных усилиях в охране государственной границы Республики Южная Осетия. Эти соглашения были подписаны на пятилетний срок с возможностью их продления ещё на пять лет. Грузинские власти охарактеризовали подписание этих документов как нарушение соглашения от 12 августа 2008 года и призвали международное сообщество помочь им «предотвратить эскалацию агрессии со стороны России».
В июне 2009 года деятельность Миссии ООН была свёрнута в связи с разногласиями постоянных членов СБ по вопросу о территориальной целостности Грузии. 15 июня 2009 г. семь стран, включая США, Великобританию и Францию, внесли на обсуждение Совета Безопасности проект резолюции о продлении мандата миссии ООН на две недели — до 30 июня 2009 года. В проекте резолюции содержалась ссылка на три последние резолюции СБ ООН по данной теме, включая резолюцию 1808, подтверждающую территориальную целостность Грузии.
Россия, однако, потребовала упомянуть в тексте принимаемой резолюции республики Абхазия и Южная Осетия и границы этих государственных образований. Такой подход оказался неприемлемым для других членов Совета, придерживающихся позиции о неизменности границ Грузии. В итоге Россия на заседании СБ ООН 15 июня 2009 года наложила вето на проект резолюции о техническом продлении мандата МООННГ.

## Участие ООН в Женевских консультациях
Планом Медведева — Саркози было предусмотрено проведение международных дискуссий по статусу Абхазии и Южной Осетии. За период с октября 2008 года по июнь 2010 года прошло несколько раундов переговоров, на которых обсуждались вопросы стабильности и безопасности в регионе, положения беженцев и гуманитарной помощи. Несмотря на попытки Франции, ЕС, ОБСЕ и ООН настоять на обсуждении статуса Абхазии и Южной Осетии, Россия и представители провозглашённых республик отказались участвовать в таком обсуждении. Как заявил министр иностранных дел России Сергей Лавров, статус Южной Осетии и Абхазии «прояснён раз и навсегда».
По итогам последнего раунда переговоров в июне 2010 г. представители Южной Осетии и Абхазии заявили, что переговоры зашли в тупик. Главной причиной противоречий явилось соглашение о неприменении силы, на подписании которого настаивали представители России, Южной Осетии и Абхазии. Россия заявила, что не является стороной конфликта и Грузия должна подписать это соглашение с Абхазией и Южной Осетией. Грузия, со своей стороны, заявляла, что и так выполняет соглашение о прекращении огня, подписанное в августе 2008 года, в котором уже содержится обязательство о неприменении силы. Грузия заявляла о готовности подписать ещё одно отдельное соглашение с тем условием, что Россия будет стороной этого соглашения. Также грузинская сторона настаивала на внесении в этот документ обязательств по выводу вооружённых сил из зон конфликта.
В дальнейшем российское руководство неоднократно поднимало вопрос о возобновлении дискуссий в ООН по вопросам статуса Абхазии и Южной Осетии, однако речь шла не о поиске компромиссов, а лишь о констатации собственной позиции, которая заключалась в необходимости «заключения юридически обязывающего документа о неприменении силы между Грузией и Абхазией, а также Грузией и Южной Осетией». Для предотвращения дальнейшей ремилитаризации Грузии Россия настаивала на введении международного эмбарго на поставки Грузии наступательных вооружений.